# Criptogàmic
El terme criptogàmic s'utilitza per descriure una sèrie de característiques observades en el grup de plantes de reproducció criptògama (o reproducció per espores), classificació tècnicament obsoleta avui en dia.
Actualment s'utilitza principalment per als fongs, especialment per a malalties de les plantes causades per fongs microscòpics.